# 파일 끝
컴퓨팅에서, 파일 끝(End of File, EOF)는 데이터 소스로부터 더 이상 읽을 수 있는 데이터가 없음을 나타낸다.
C 표준 라이브러리에서 getchar와 같은 문자 입력 함수는 파일의 끝을 만났음을 알리기 위해 매크로로 정의된 EOF 값을 리턴한다. EOF의 실제 값은 시스템에 따라 다르며 (그러나 보통 glibc에서와 같이 -1로 정의된다) 어떠한 유효한 문자의 값과도 겹치지 않는다. 블록 입력 함수는 입력받은 문자의 수를 리턴하므로, 요구한 입력의 길이보다 작은 수를 리턴할 경우 EOF를 만난 것으로 간주할 수 있다.

## 같이 보기
- 전송 종료 문자
- 치환 문자
- 히어 도큐먼트